# ألكسيس كروز
الكسيس كروز (بالإنجليزية: Alexis Cruz)‏ (و. 1974 – م) هو ممثل، وممثل تلفزيوني، من الولايات المتحدة الأمريكية، ولد في برونكس.

## التعليم
تعلم في جامعة بوسطن.

## وصلات خارجية
- الكسيس كروز على موقع IMDb (الإنجليزية)
- الكسيس كروز على موقع ألو سيني (الفرنسية)
- الكسيس كروز على موقع أول موفي (الإنجليزية)
- الكسيس كروز على موقع قاعدة بيانات الأفلام السويدية (السويدية)
- الكسيس كروز على موقع إن إن دي بي (الإنجليزية)
- الكسيس كروز على موقع قاعدة بيانات الفيلم (الإنجليزية)
- الكسيس كروز على موقع كينوبويسك (الروسية)